# Biegacz obrzeżony
Biegacz obrzeżony (Carabus marginalis) – gatunek dużego chrząszcza z rodziny biegaczowatych, zaliczany do podrodzaju Callistocarabus. Występuje na terenach centralnej Europy, Rumunii, krajów byłego ZSRR i Syberii. W Polsce bardzo rzadko spotykany. Zamieszkuje zazwyczaj sosnowe lasy o mszystym podłożu. Osiąga zazwyczaj od 22 do 28 mm długości. Zaniepokojony wydziela substancje o nieprzyjemnym zapachu, drażniące w przypadku zetknięcia ze skórą.
Posiada małą, nieproporcjonalną głowę, z dużymi wystającymi na boki oczami. Jego przedplecze jest szerokie i łukowato wypukłe na bokach. Pokrywy są owalne, najszersze za połową długości. Na urzeźbienie pokryw składają się nieregularne zmarszczki, dołki i wypukłości. Jak większość biegaczowatych, posiada silne odnóża umożliwiające bardzo szybki bieg. Prawie cały pancerz jest koloru czarnego, na krawędziach metaliczny, przechodzący w zieleń.
Pierwsze dorosłe owady pojawiają się w lipcu. Jesienią larwy wyległe z jaj zaczynają żerowanie, przerwane jedynie na czas zimowania. Przepoczwarczenie odbywa się zazwyczaj wiosną następnego roku. W Polsce podlega częściowej ochronie gatunkowej.